# Hedi Hauser
Hedwig Margarete „Hedi“ Hauser, geborene Bittenbinder, (* 26. Januar 1931 in Timișoara, Königreich Rumänien; † 20. Juli 2020 in Hamburg) war eine rumäniendeutsche Kinderbuchautorin.

## Leben
Hedi Hauser begann nach dem Abitur 1950 in Bukarest ihr Germanistik-Studium, das sie nach einigen Semestern abbrach. Zeitweilig arbeitete sie bei der deutschsprachigen Tageszeitung Neuer Weg als Korrektorin. 1952 heiratete sie Arnold Hauser.
In den Jahren 1955 bis 1968 arbeitete Hedi Hauser als Lektorin für deutschsprachige Bücher im Jugendverlag Bukarest. 1969 wurde sie Leiterin der deutschen Abteilung im neugegründeten Kriterion Verlag in Bukarest, wobei sie unter anderem auch die Redaktionen für Serbokroatisch, Ukrainisch, Slowakisch, Tatarisch, Türkisch und Jiddisch betreute. Hier war sie bis zur Schließung des Verlagshauses 1991 tätig und gab viele Koproduktionen mit Verlagen in der DDR heraus. Über ihre Tätigkeit beim Kriterion Verlag befragt, fasste Hedi Hauser in der Siebenbürgischen Zeitung (München) vom 26. Januar 2011 zusammen: „Dass wir diese Bücher herausbringen konnten, war nicht selbstverständlich. Es war nicht leicht, zwischen strikt Verbotenem und gerade noch Erlaubtem zu lavieren. […] die rumäniendeutschen Dichter [hatten] mehr Freiheit, ihre Meinung zu äußern und zu veröffentlichen, als ihre rumänischen Kollegen. Die Staatsführung ließ sie in gewissen Grenzen gewähren, weil sie meinte, das hätte wenig Einfluss auf das Volk und käme im Westen gut an.“ Auf die Frage, ob sie Kontakt zum rumänischen Geheimdienst Securitate hatte, antwortete sie: „Die Securitate gehörte im Bukarester Kulturbetrieb – und nicht nur dort – zum Alltag, zumindest für Personen in leitender Funktion.“ 1971 setzte sie sich für die Weiterverwendung der deutschen Ortsnamen nach deren Rumänisierung ein.
Hedi Hauser war Mitglied der Rumänischen Arbeiterpartei (rumänisch Partidul Muncitoresc Român), die 1965 in Rumänische Kommunistische Partei (rumänisch Partidul Comunist Român) umbenannt wurde. Sie war bis 1986 eines der „fünf [rumäniendeutschen] Vollmitglieder des Zentralkomitees der Rumänischen Kommunistischen Partei.“ Die Vollmitglieder gehörten als „Vertreter der deutschen Nationalität […] den höchsten Landesgremien an“. Als Mitglied war Hauser beim Plenum des Zentralkomitees der RKP am 23. November 1979 anwesend. Sie nahm am XIII. Parteitag der RKP am 22. und 23. November 1984 teil, in dem Nicolae Ceaușescu einstimmig zum Generalsekretär der RKP wiedergewählt wurde. Außerdem war Hedi Hauser auch Abgeordnete und eine der Sekretäre in der Großen Nationalversammlung.
Hedi Hauser erlangte durch ihre Kinderbücher Bekanntheit; schrieb aber auch politische Texte wie z. B. „Das Symbol unserer Gewissheiten“ in der Anthologie „Ehrung des Präsidenten Ceaușescu“: „In diesem Augenblick ungetrübter Freude wünsche ich dem Führer unserer Partei und unseres Staates lange Jahre fruchtbarer Tätigkeit, Gesundheit, Schaffenskraft, wünsche ich ihm viel Glück im Schoße seiner Familie und seines Volkes, unserer sozialistischen Nation.“
1991 übersiedelte sie nach Hamburg, wo sie einige Jahre als Schriftführerin der Deutsch-Rumänischen Gesellschaft für Norddeutschland (gegründet 1995) arbeitete. Auch war sie ehrenamtliche Mitarbeiterin des rumänischen Honorargeneralkonsulats in Hamburg.

## Auszeichnungen
- Arbeitsorden III. Klasse (Rumänien, 1971)[7]
- 1971 Verdienstkreuz am Bande, verliehen von dem damaligen Bundespräsidenten Gustav Heinemann für die Erhaltung und Pflege des deutschen Kulturguts in Rumänien
- 1971 Kinderbuchpreis des Rumänischen Schriftstellerverbandes

## Werk
- Waldgemeinschaft „Froher Mut“ und andere Geschichten. Jugendverlag Bukarest, 1957
- Caleidoscop. Jugendverlag Bukarest, 1960
- Jetzt schlägt’s dreizehn. Jugendverlag Bukarest, 1962
- Eine ganz tolle Geschichte. Jugendverlag Bukarest, 1962
- Viele Fenster hat mein Haus. Jugendverlag Bukarest, 1965
- Der Große Kamillenstreit. Jugendverlag Bukarest, 1966, Ion Creangă Verlag Bukarest, 1979
- Der Wunschring. Ein Lese- und Spielbuch für Kinder. Kriterion Verlag Bukarest, 3. Auflage 1983
- Himpelchen, Pimpelchen und die Riesen. Ion Creangă Verlag Bukares,. 1983
- Eine Tanne ist kein Hornissennest. Ion Creangă Verlag Bukarest, 1985
- Igel Stachelfritz auf Reisen. Ion Creangă Verlag Bukarest, 1989
- Das verschnupfte Bilderbuch. Hora Verlag Hermannstadt/Sibiu, 1999, ISBN 973-98681-7-7

## Übersetzungen (Auswahl)
- Rumänische Gedichte – Arghezi, Blaga, Ion Barbu. Erdmann Verlag Tübingen, Basel, 1975
- Alexandru Mitru: Das Goldene Hähnchen. Ion Creangă Verlag Bukarest, 1980
- Alexandru Mitru: Die verwöhnten Prinzessinnen. Kinderbuchverlag, Berlin (DDR), 1983